# Graziano Verzotto
Graziano Verzotto, né le 31 mai 1923 à Santa Giustina in Colle (Province de Padoue), mort le 12 juin 2010 à Padoue, est un dirigeant d'entreprise et homme politique italien.
Partisan puis membre de la Démocratie chrétienne, il est proche de Enrico Mattei qui lui confie les rênes de l'Azienda generale italiana petroli (AGIP) en Sicile où il s'implante politiquement. Affairiste et réputé proche des milieux mafieux, il doit démissionner de la présidence de l'Ente minerario siciliano après la découverte de malversations et est soupçonné d'être lié au crash d'avion mortel de Mattei et à la disparition du journaliste Mauro De Mauro.

## Biographie

### Engagement dans la résistance italienne
Issu d'une famille catholique de Padoue, Graziano Verzotto menace son père de se porter volontaire dans l'aviation de Mussolini lors de l'entrée en guerre de l'Italie en juin 1940, s'il ne lui est pas accordé de poursuivre ses études à la Scuola magistrale. Finalement, il s'engage dans la résistance dans une brigade Garibaldi (communisante) puis à la tête de a 3e Brigade Damiano Chiesa et négocie un accord de non agression avec les fascistes et des Allemands de Padoue en décembre 1944. Il mène l'insurrection de Santa Giustina in Colle en avril 1945, et est tenu co-responsable par une partie de ses concitoyens du massacre du 27 avril 1945 (it).
Responsable des résistants catholiques du Haut Padouan, il fonde avec Enrico Mattei, son homologue lombard, l'association des partisans chrétiens pour contrecarrer l'hégémonie communiste au sein du Comité de libération nationale et de l'ANPI.
Il adhère au courant dorotea de la Démocratie chrétienne.

### Dirigeant d'ENI et de la DC sicilienne
Quand Enrico Mattei prend la tête du pétrolier Eni après la guerre, Verzotto intègre l'entreprise italienne à Milan et vient en Sicile en 1953 comme fonctionnaire de l'AGIP, filiale d'Eni. En 1952, il se rend en Sicile orientale pour des forages pétroliers. Il s'y installe et est missionné par Amintore Fanfani pour recadrer la DC de la province de Syracuse.
Il épouse Maria Nicotra, députée démocrate chrétienne de dix ans son aînée. Ancienne collaboratrice d'Amintore Fanfani et héritière d'une riche famille de Catane, Graziano Verzotto s'appuie sur les ressources politiques et financières de sa femme pour accroître son poids local et mène de front son activisme politique et ses fonctions pour ENI.
Il développe son autorité sur Syracuse et occupe le secrétariat provincial de la DC à Syracuse de 1955 à 1975. En 1960, avec Giuseppe D'Angelo, il convainc Benedetto Majorana della Nicchiara de trahir Milazzo contre la présidence de la région et piège Ludovico Corrao et un député régional communiste qui, accusés de tentative de corruption en pleine séance de l'ARS, pousse le gouvernement dissident à la démission. Pour cette mise en échec d'une union droite-gauche, il reçoit les félicitations du parrain Lucky Luciano. Il plaide cependant pour le maintien du projet de construction du complexe pétrochimique de Gela, décidée par le gouvernement de Silvio Milazzo au profit d'ENI dont il est chargé des relations publiques sur l'île jusqu'en 1964 quand, prié de démissionner ou de revenir dans les bureaux romains ou milanais de l'entreprise, il est nommé par Eugenio Cefis consultant.pour le complexe pétrochimique Anic de Gela dans lequel s'implante la famille mafieuse Di Cristina.
Il est secrétaire régional de la DC en Sicile de 1962 à 1966, remplacé par Antonino Drago. A la demande de Mariano Rumor, il se rend en 1964 à Mussomeli où la DC locale a protesté contre l'assignation à résidence décidée contre le mafieux Genco Russo.
Il investit avec l'ancien serveur devenu financier Giancarlo Parretti, dans une chaîne d'hôtels sur la côte (Park Hotel, Villa Politi et Eloro), et dans l'immobilier en France, en Espagne et au Liban.

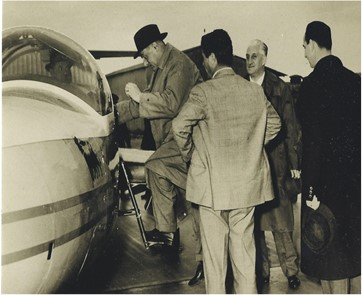
Enrico Mattei embarquant dans son avion à l'aéroport de Catane, le 27 octobre 1962, en présence de Graziano Verzotto à côté du pilote Irnerio Bertuzzi (de dos).

En octobre 1962, Mattei décolle de l'aéroport de Catane où l'a suivi Verzotto avant de refuser de monter à bord de l'avion. Celui-ci s'écrase avant d'atterrir à Milan. Après cette mort restée mystérieuse, Graziano Verzotto prend la tête des défenseurs de la stratégie de Mattei d'accords directs avec les pays arabes à travers la poursuite du projet d'un gazoduc entre l’Algérie et la Sicile, contre le rapprochement avec le « Cartel des sept sœurs » occidental prôné par Eugenio Cefis, autre proche collaborateur de Mattei.
Son concurrent l'emporte, et Verzotto fait publier en 1972, par la maison d’édition Ami, un pamphlet intitulé Voici Cefis. L’autre face de l’honorable président, qui décrit Cefis comme « le boss le plus illustre de la mafia industrielle et politique italienne » et insinue qu'il est le commanditaire de l’assassinat de Mattei.
En 1967, il est nommé président de l'Ente minerario siciliano (EMS), entreprise publique régionale chargée des ressources minières et pétrolières de l'île. En 1968, il est élu sénateur dans la circonscription de Noto mais renonce à ce siège pour conserver la présidence de l'EMS. Il rachète le club de football local ASD Syracuse et en prend la présidence en 1970.

### Affaires judiciaires et exil
Réputé proche de la mafia (Giuseppe Di Cristina à Riesi, dont il assiste au mariage et qui est embauché dans une filiale de l'EMS par Aristide Gunnella, Stefano Bontate, les Calderone de Catane), il est le premier protecteur de Giancarlo Parretti, financier controversé qui a d'abord été l'un de ses lieutenants en Sicile. Il est cité également dans les enquêtes sur la disparition en 1970 du journaliste Mauro De Mauro, qui enquêtait sur la mort de Mattei et dont il est l'un des derniers interviewés.
Il est contraint à la démission de l'EMS par le gouvernement d'union des forces de gauche et de droite mené par Angelo Bonfiglio à cause de la découverte de fonds occultes déposés par l'entreprise régionale dans la banque privée de Michele Sindona, blanchisseur de l'argent de la Cosa Nostra qui lui versait des intérêts sur un compte personnel suisse. Quelques jours plus tard, il est grièvement blessé dans une tentative d'enlèvement le 1er février 1975 à Syracuse, puis quitte la Sicile pour échapper aux poursuites judiciaires, laissant à sa femme la gestion du club de football. Après s'être réfugié à Beyrouth comme d'autres entrepreneurs italiens inquiétés par la justice (Ernesto Brivio et Felice Riva), il trouve à partir de 1977 refuge en France, où il aurait été protégé par les services français. Il poursuit ses affaires avec Parretti à travers des holdings au Luxembourg et aux Bahamas, alimentant le soupçon, non avéré, d'un blanchiment par Parretti de l'argent mafieux collecté par Verzotto. Seize fois cité dans des affaires judiciaires, il est rarement condamné, si ce n'est à quatre ans dans l'affaire Sindona. Il revient en Italie en 1991 après une grâce.
En juillet 2012, deux ans après la mort de Verzotto, la cour d'assises de Palerme acquitte Salvatore Riina de la disparition du journaliste mais identifie Verzotto comme l'un des commanditaires de l'enlèvement auprès des boss Giuseppe Di Cristina et Stefano Bontate, tous les deux tués plus tard par le clan des Corleonesi. Verzotto aurait craint les révélations de De Mauro sur son implication dans l’accident mortel de Mattei,, interprétation qu'il contestait un an avant sa mort dans un livre qui réaffirme son amitié avec le PDG d'ENI.